# Harold Bedoya Pizarro
Pour les articles homonymes, voir Bedoya et Pizarro.
Harold Bedoya Pizarro (né le 30 décembre 1938 à Santiago de Cali et mort le 2 mai 2017 à Bogota) est un général et un commandant de l'Armée nationale colombienne.
Il a été candidat aux élections présidentielles de 1998 et 2002.

## Biographie

### Carrière militaire
Bedoya commence son entraînement militaire en septembre 1955 à l'académie militaire Jose Maria Córdova. Il atteint le rang de second lieutenant d'infanterie.